# No Fundo do Coração
"No Fundo Do Coração" é uma canção gravada pela dupla brasileira Sandy & Junior, lançada como single do álbum Era Uma Vez... Ao Vivo (1998), primeiro álbum ao vivo dos irmãos. Trata-se de uma releitura em português da canção "Truly Madly Deeply", da extinta dupla pop australiana Savage Garden.

## Versões em álbuns da dupla
- No Fundo Do Coração (álbum Era Uma Vez... Ao Vivo) - 4:01
- No Fundo Do Coração (Remix) - (álbum Todas as Estações: Remixes) - 4:29
- No Fundo Do Coração (Ao Vivo) - (álbum Quatro Estações: O Show) - 4:05
- No Fundo Do Coração (Acústica) - (álbum Acústico MTV) - 3:40
- No Fundo do Coração - Ao Vivo Em São Paulo/2019 - Nossa História - 3:43

## Prêmios e indicações
| Ano  | Prêmio                 | Categoria            | Resultado |
| ---- | ---------------------- | -------------------- | --------- |
| 1999 | MTV Video Music Brasil | Escolha da Audiência | Indicado  |

## Certificações
| País / Provedor            | Certificações | Vendas  | Notas                                  |
| -------------------------- | ------------- | ------- | -------------------------------------- |
| Brasil (Pro-Música Brasil) | Ouro          | 40.000+ | Versão ao vivo do álbum Nossa História |